# شاهد عینی (فیلم ۱۹۷۰)
شاهد عینی (انگلیسی: Eyewitness) یک فیلم درام بریتانیایی به کارگردانی جان هاف است که در سال ۱۹۷۰ منتشر شد. از بازیگران آن می‌توان به مارک لستر اشاره کرد.
این فیلم، بازسازی یک فیلمِ قدیمی‌تر به نام پنجره به (کارگردانی تد تتزلف) است.